# Орден Святого апостола Андрея Первозванного
Императорский орден Святого апостола Андрея Первозванного — первый по времени учреждения российский орден, высший орден Русского царства и Российской империи с 1698 по 1917 год. В 1998 году орден был восстановлен как высшая награда Российской Федерации. Орденский праздник — 30 ноября (13 декабря).

## Основные сведения
Учреждён в 1698 или 1699 году Петром I и до учреждения в 1714 году ордена Св. Екатерины являлся единственным орденом Русского царства. Первым кавалером ордена стал дипломат Фёдор Головин в 1699 году.

### Знаки ордена
1. Знак-крест, основным изображением которого был Святой Андрей Первозванный, распятый, по преданию, на кресте Х-образной конфигурации; на четырёх концах креста буквы: S.A.P.R., что означает лат. Sanctus Andreus Patronus Russiae — святой Андрей покровитель России. Знак носился около бедра на широкой шёлковой голубой ленте через правое плечо (из-за чего его обладателей также называли Cordon bleu).
2. Серебряная восьмилучевая звезда с помещённым в её центральном медальоне девизом ордена: «За веру и верность». Звезда носилась на левой стороне груди выше всех остальных наград.
3. В особо торжественных случаях знак ордена носился на груди на покрытой разноцветными эмалями золотой фигурной цепи (см. фото). Орден Андрея Первозванного единственный из всех российских орденов имел цепь.

## История ордена
Орден был учреждён Петром I 30 августа 1698 года согласно одному свидетельству. В современной литературе указывается 30 ноября как день учреждения ордена, хотя на самом деле эта дата является днём памяти святого апостола Андрея Первозванного по старому стилю. Предполагается, что Пётр I, только что вернувшийся из Великого посольства, захотел иметь в своей державе орден наподобие тех, о которых он узнал в Англии.
Ученик Иисуса Христа Андрей Первозванный по церковному преданию занимался распространением христианства на территории будущей Руси и считается покровителем России. Он был распят около 70 года н. э. в Греции на косом (Андреевском) кресте, что определило дизайн наградных знаков.
Хотя орден стал вручаться, не существовало его официально утверждённого статута. Известен проект статута 1720 года, затем был проект статута 1744 года (содержавший отличия от статута 1720 года), но только в 1797 году при Павле I статут был утверждён и впервые опубликован.
Первым ордена удостоился 20 марта 1699 года соратник Петра Фёдор Головин, о чём оставил свидетельство И.-Г. Корб, секретарь австрийского посольства. Головин объяснял Корбу содержание статута ордена Св. апостола Андрея Первозванного, но до нашего времени этот первоначальный проект Петра I не дошёл. Судя по награждениям, орден выдавался за особые заслуги перед Российским государством, включая как боевые подвиги, так и гражданские отличия.

Из проекта статута ордена, составленного в 1720 году Петром I:

…в воздаяние и награждение одним за верность, храбрость и разные нам и отечеству оказанные заслуги, а другим для ободрения ко всяким благородным и геройским добродетелям; ибо ничто столько не поощряет и не воспламеняет человеческого любочестия и славолюбия, как явственные знаки и видимое за добродетель воздаяние…

Первоначально восьмилучевая звезда ордена была не металлическая, а вышитая («Орденскую осьмиконечную звезду должно пришивать на кафтане и епанче, в середине оной золотое поле, в котором серебряный крест»). Выдавался лишь знак ордена. Так сложилось исторически, что понятие орден обозначало организацию, члены которой носили знаки принадлежности к этой организации. Хотя историки утверждают, что звёзды стали изготавливаться из серебра только в начале XIX века при Александре I, на портрете[каком?] Петра I звезда не выглядит матерчатой. Из описания знака ордена до царствования Павла I:

«Орденский знак имеет две стороны: передняя представляет изображение Св. Андрея, висящего на так называемом Андреевском кресте, предоставленном продолговатым изображением в виде косого креста, на котором сей святой Апостол был распят…. На задней же стороне изображён двуглавый орел с тремя золотыми коронами, означенный золотою и синеватою тенью на крыльях… Сей крест должен быть золотой с алмазами, наведённый финифтью, украшенный алмазною короною, ценой около 85 рублей, повешен сквозь крючки на петлях из цельного золота. Ангелы, держащие над ним корону, должны быть вышиты серебром, корона — золотом, а слова „За веру и верность“ служат надписью, или девизом. Однако ж кавалер может дать несколько алмазов и других дорогих каменьев Казначею для употребления на крест и украсить оный по своей воле».

Кавалеры ордена по статуту должны были иметь дворянский титул или военный чин не ниже генеральского. От кавалеров требовалось наличие немалого состояния, чтобы «важность сего события поддержать». Одновременно кавалерами ордена могло быть не более 12 человек из россиян. Общее число кавалеров ордена (русских и иностранных подданных) не должно было превышать двадцати четырёх человек.
Согласно Табели о рангах, учреждённой Петром I в 1722 году, удостоенный ордена получал военный чин 3-го класса (соответствующий чину генерал-лейтенанта), если не имел равного или более высокого чина.

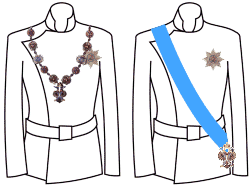
Правила ношения ордена Святого Андрея Первозванного. Слева вариант для торжественных случаев, а также для ношения под мантию.

Знак ордена Святого апостола Андрея Первозванного с мечами. 1914—1917 гг.

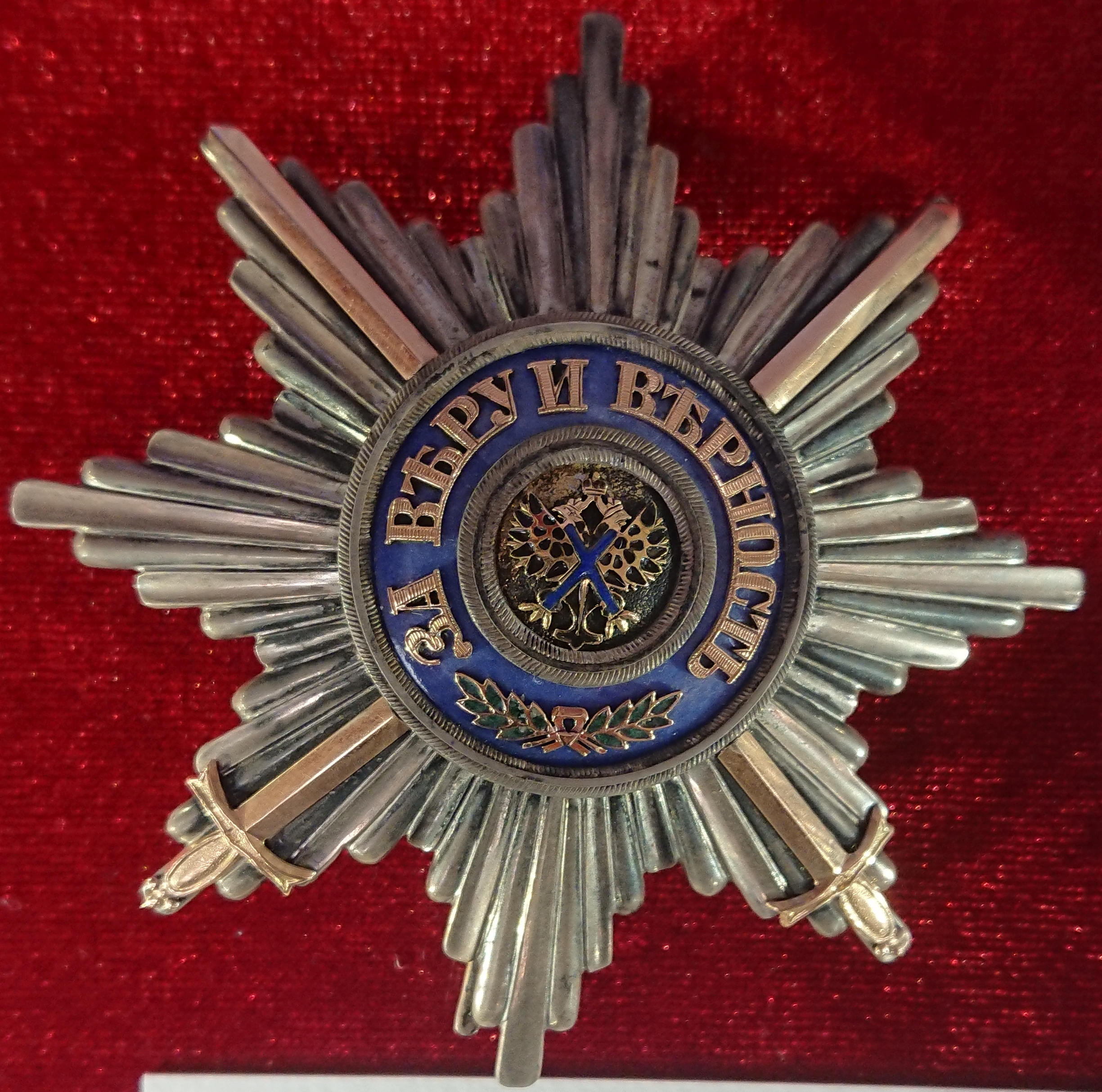
Звезда ордена Святого апостола Андрея Первозванного с мечами

Всего до 1797 года (вступление на трон Павла I), то есть почти за 100 лет кавалерами ордена Святого апостола Андрея Первозванного стал 231 человек.
При Павле I появился запрет украшать орден драгоценными камнями по своему усмотрению. 5 (16) апреля 1797 года император Павел I подписал особое установление, которое стало первым по времени официальным статутом императорского ордена Святого апостола Андрея Первозванного.
Павел I первым начал жаловать орденами лиц духовного звания. Узаконено было Павлом I и награждение всех без исключения младенцев мужского пола — великих князей орденом Андрея при крещении, а князей императорской крови — по достижении совершеннолетия.
За награждение орденом, подобно другим российским орденам того времени, кроме ордена Св. Георгия, с награждаемого взималась плата. Так, в середине XIX века за награждение орденом святого Андрея Первозванного награждаемый должен был заплатить в Капитул Российских Императорских и Царских орденов 500 рублей. Вырученные средства шли на 12 пенсий кавалерам по очерёдности награждения и на благотворительность — орден шефствовал над петербургским и московским воспитательными домами.
С 1855 года к знакам ордена, полученного за военные подвиги, присоединялись два скрещённых золотых меча, помещаемых сверху креста, а на звезде — по центру.
С 17 июня 1856 года к внешнему виду знака добавляется синяя эмалевая лента между верхней короной и двуглавым орлом. Эта форма орденского знака просуществовала по 1917 год.
Капитульным храмом с 1732 года являлся Андреевский собор в Санкт-Петербурге.
Всего за время существования ордена его кавалерами стали, по разным источникам, от 900 до 1100 человек. В 1917 году в Советской России награждение орденом было прекращено.
Орден сохранён в эмиграции домом Романовых как династическая награда. О награждениях орденом после 1917 года см. статью Пожалования титулов и орденов Российской империи после 1917 года.

## Статут ордена
Выдержки из статута ордена от 1892 года:

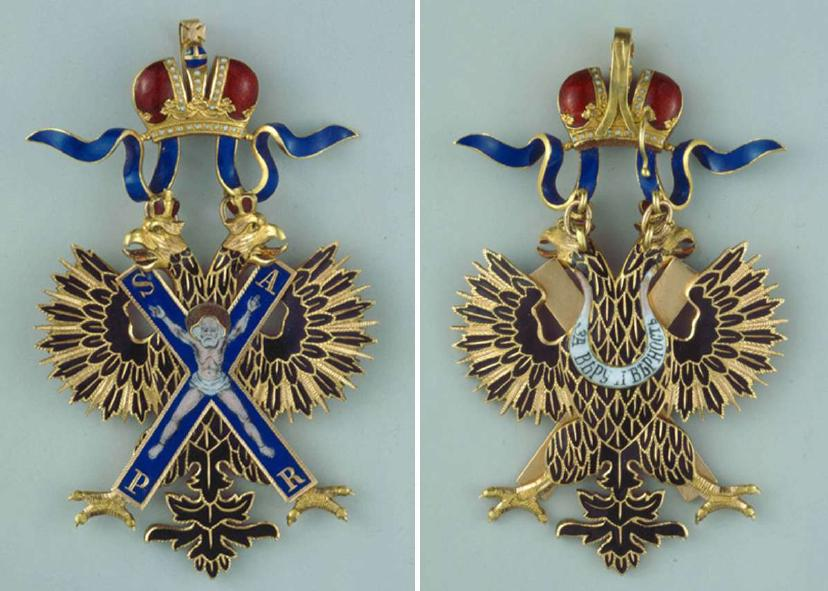
Знак в виде креста к ордену Св. апостола Андрея Первозванного. Лицевая (слева) и оборотная стороны знака

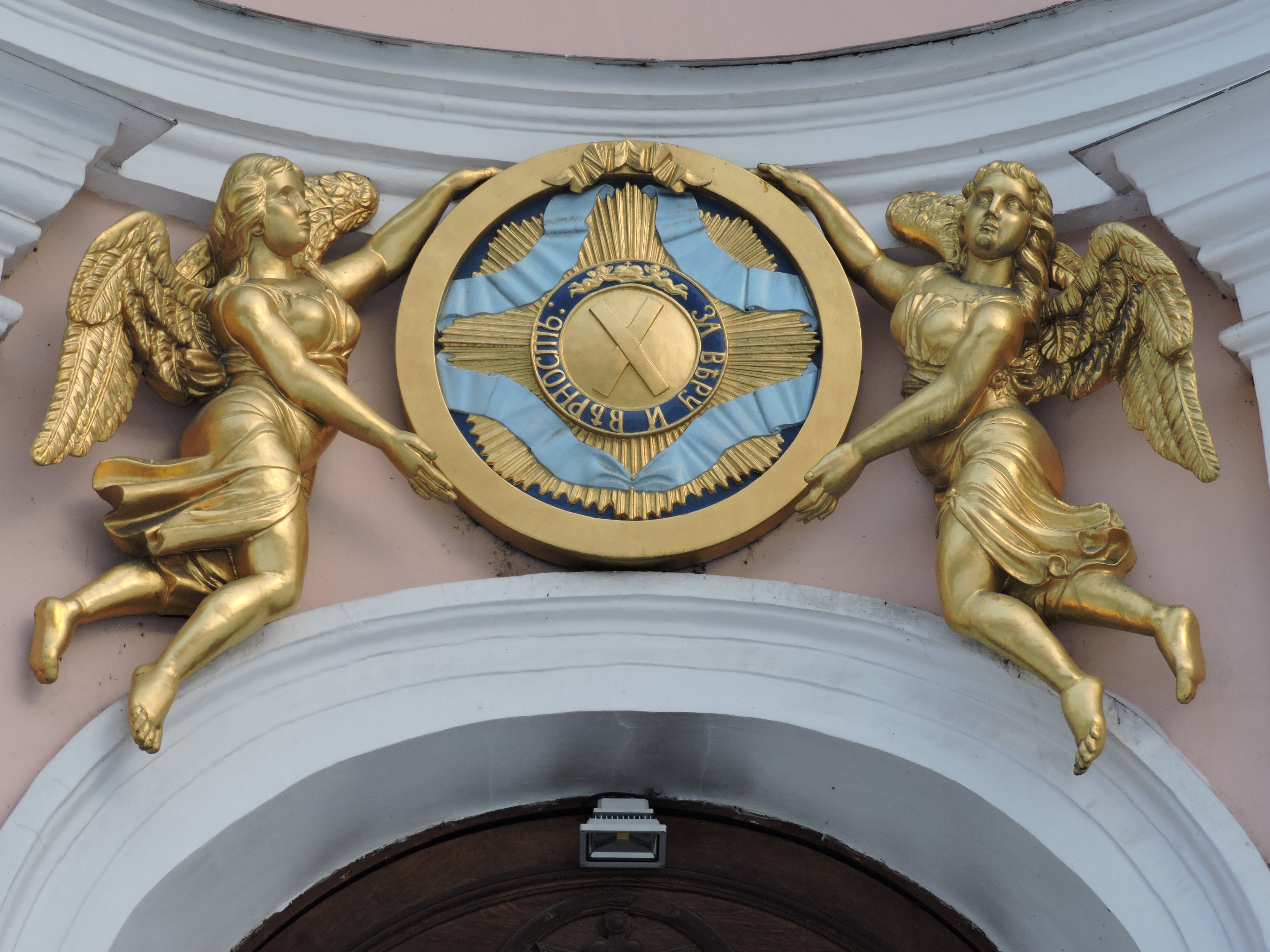
Ангелы, держащие знаки ордена Святого Апостола Андрея Первозванного над входом в Андреевский собор в Петербурге

- Никакие точные заслуги не определяются законом для достижения сего ордена, и удостоение оным зависит единственно от Монаршего внимания к службе и отличиям высших чиновников государственных.
- Имеет лишь одну степень. Состоит из креста, серебряной звезды и голубой ленты через правое плечо. На концах Андреевского креста четыре латинские буквы «S.A.P.R.», что означает «Святой Андрей — Покровитель России».
- Кавалеры ордена считаются все в 3-м классе государственных чинов, то есть наравне с генерал-лейтенантами, хотя бы по службе находились и ниже.
- Двенадцать кавалеров ордена Св. Андрея, в том числе три духовные особы, получают ежегодные пенсии по 1000 руб. (трое самых старших) или 800 руб. (остальные). Величина пенсии совпадает с установленной для Георгиевских кавалеров 1-кл.

В 1798 году также было утверждено орденское одеяние кавалеров. Оно состояло из зелёного бархатного плаща, подшитого белой тканью, воротник поверх из серебряной парчи с серебряными шнурами и такими же кистями. На левой стороне плаща вышитая орденская звезда. Одежда под плащом из белой парчи обшита золотым позументом и с крестом на груди из того же позумента. Штаны кашемировые, белые шёлковые чулки, шляпа из чёрного бархата с белым и красным перьями и с андреевским крестом, сделанным из небесно-голубой ленты.
Кавалеры ордена становились кавалерами младших орденов Российской империи:
Выдержки из статута ордена от 1892 года:

235. Жалуемый орденом Св. Апостола Андрея Первозванного, хотя бы прежде не имел других Российских орденов, сим единым пожалованием должен быть почитаем равномерно кавалером четырёх младших Российских орденов: Св. Александра Невского, Белого Орла, Св. Анны первой степени и Св. Станислава первой степени, коих знаки и препровождаются к нему вместе с знаками ордена Св. Апостола Андрея Первозванного. 1804 Авг. 14 (21 423 а); 1831 Дек. 13 (5013); 1865 Июн. 11 (42 184).
Примечание. Право сие (ст. 235), относительно орденов Белого Орла и Св. Станислава, распространяется только на тех кавалеров, кои пожалованы орденом Св. Андрея со времени присоединения к Российским орденам орденов Белого Орла и Св. Станислава. 1831 Дек. 13 (5013); 1865 Июн. 11 (42 184).

## Кавалеры царской России
- Первым кавалером ордена стал дипломат Фёдор Головин в 1699 году.
- Вторым — гетман Иван Мазепа, получивший его из рук Петра I в 1700 году, но лишённый награды в 1708 году.
- Третьим кавалером и первым среди иностранных подданных стал в 1701 году посол Пруссии в России Людвиг фон Принцен.
- Четвёртым кавалером стал 30 декабря 1701 года (10 января 1702 года) Борис Шереметев за победу над шведами при Эрестфере.
- Пятым кавалером стал в 1703 году саксонский канцлер граф Бейхлинг (Бейхлинген).
- Сам Пётр I был отмечен этой наградой лишь шестым[9] в 1703 году, за конкретный военный подвиг — взятие двух шведских боевых кораблей в устье Невы. За то же дело ордена был удостоен соратник Петра Александр Меншиков.

Всего же при Петре I орден получили 38 человек, в том числе за отличие в Полтавском сражении — четверо. При Екатерине I орденом награждено 18 человек, при Петре II — 5, при Анне Ивановне — 24, при Елизавете Петровне — 83, при Петре III — 15, при Екатерине II — 100 человек. В царствование Петра I получил эту награду тайно — за симпатии к России — «валашский господарь» Константин Брынковяну, который не был внесён в официальные списки награждённых. Среди кавалеров ордена Св. Андрея полководцы Пётр Румянцев-Задунайский и Александр Суворов (стал кавалером ордена 9 ноября 1787 года за сражение под Кинбурном; в 1789 году за сражение при Рымнике был удостоен бриллиантовых знаков к ордену), государственные деятели Фёдор Апраксин и Григорий Потёмкин.
В 1796 году ордена удостоился представитель духовенства Гавриил.
В 1800 году — Михаил Кутузов.
В 1807 году по случаю ратификации Тильзитского мира ордена были удостоены Наполеон I, его брат Жером Бонапарт, маршалы Бертье и Мюрат, князь Талейран.
Король Швеции Густав IV Адольф, узнав о вручении ордена Наполеону, в знак протеста вернул свой орден Андрея Первозванного назад.
В 1809 году — Пётр Багратион.
За Отечественную войну 1812 года единственным кавалером стал генерал Александр Тормасов за отличие в сражении под Красным.
Дальнейшие награждения были за отличия в заграничном походе русской армии 1813—1814 годов, а именно: Фабиан Остен-Сакен (за сражение с Наполеоном под Бриенн-ле-Шато и Ла-Ротьере), Михаил Милорадович (за отличие под Лейпцигом), Михаил Барклай де Толли, Пётр Витгенштейн (за отличие при Лютцене), Матвей Платов, Александр Ланжерон (после взятия Парижа).
В 1815 году ордена был удостоен знаменитый английский полководец герцог Веллингтон.
Последним кавалером ордена по праву рождения стал князь императорской крови Роман Петрович (1896—1978).

Портретная галерея
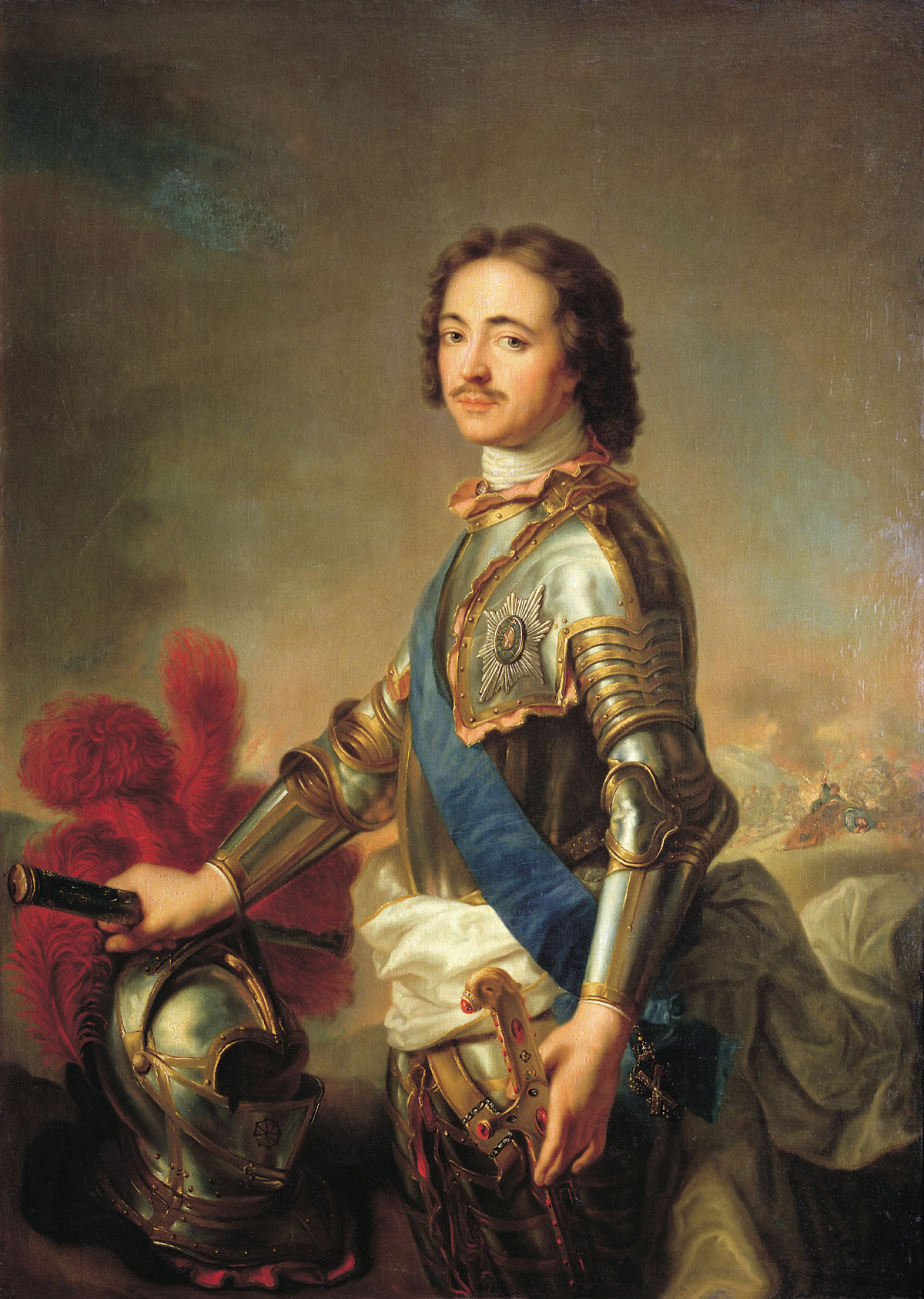
Пётр I со знаком ордена Св. Андрея Первозванного на голубой андреевской ленте и звездой на груди.
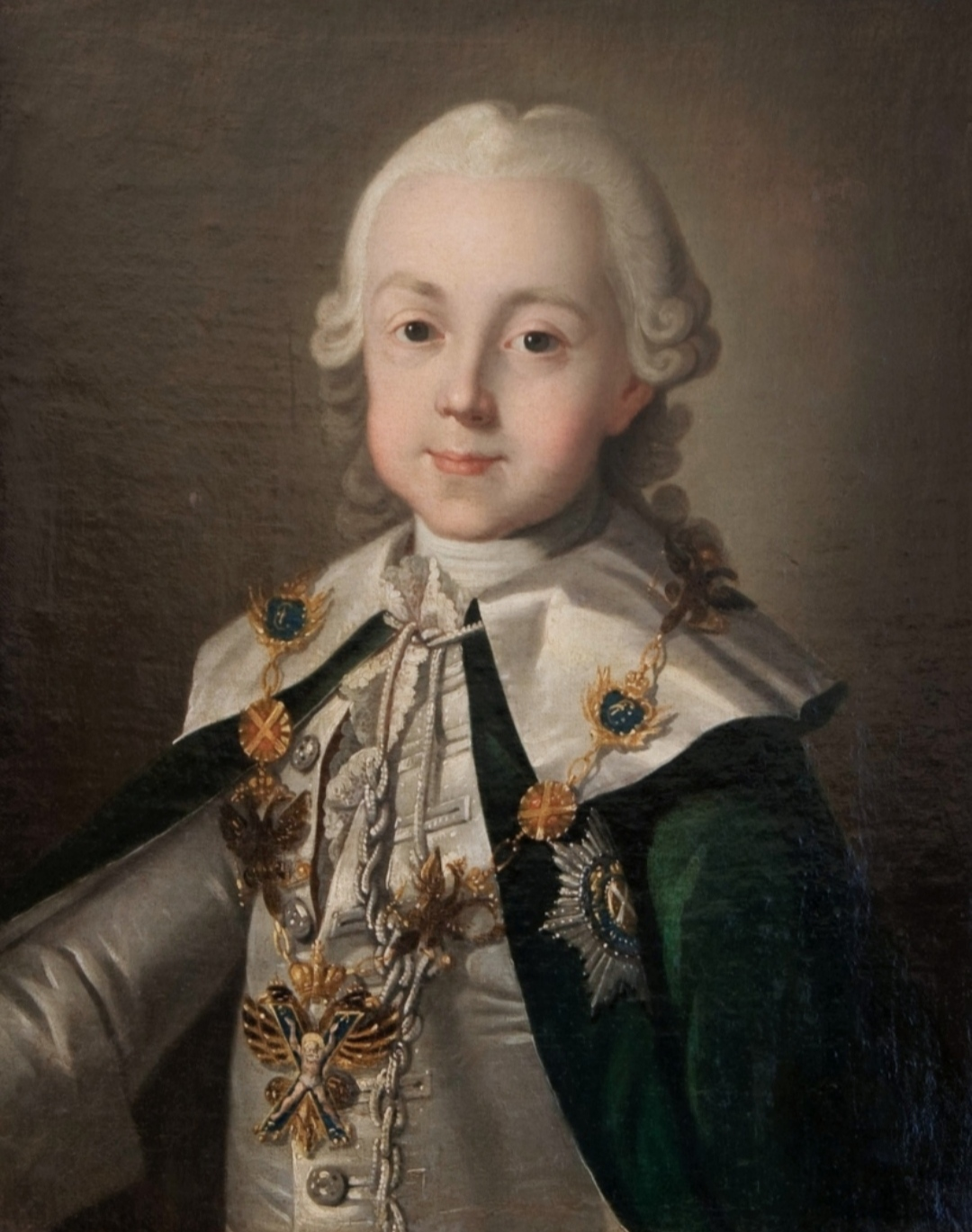
Портрет Павла I в кавалерственном одеянии со знаками ордена
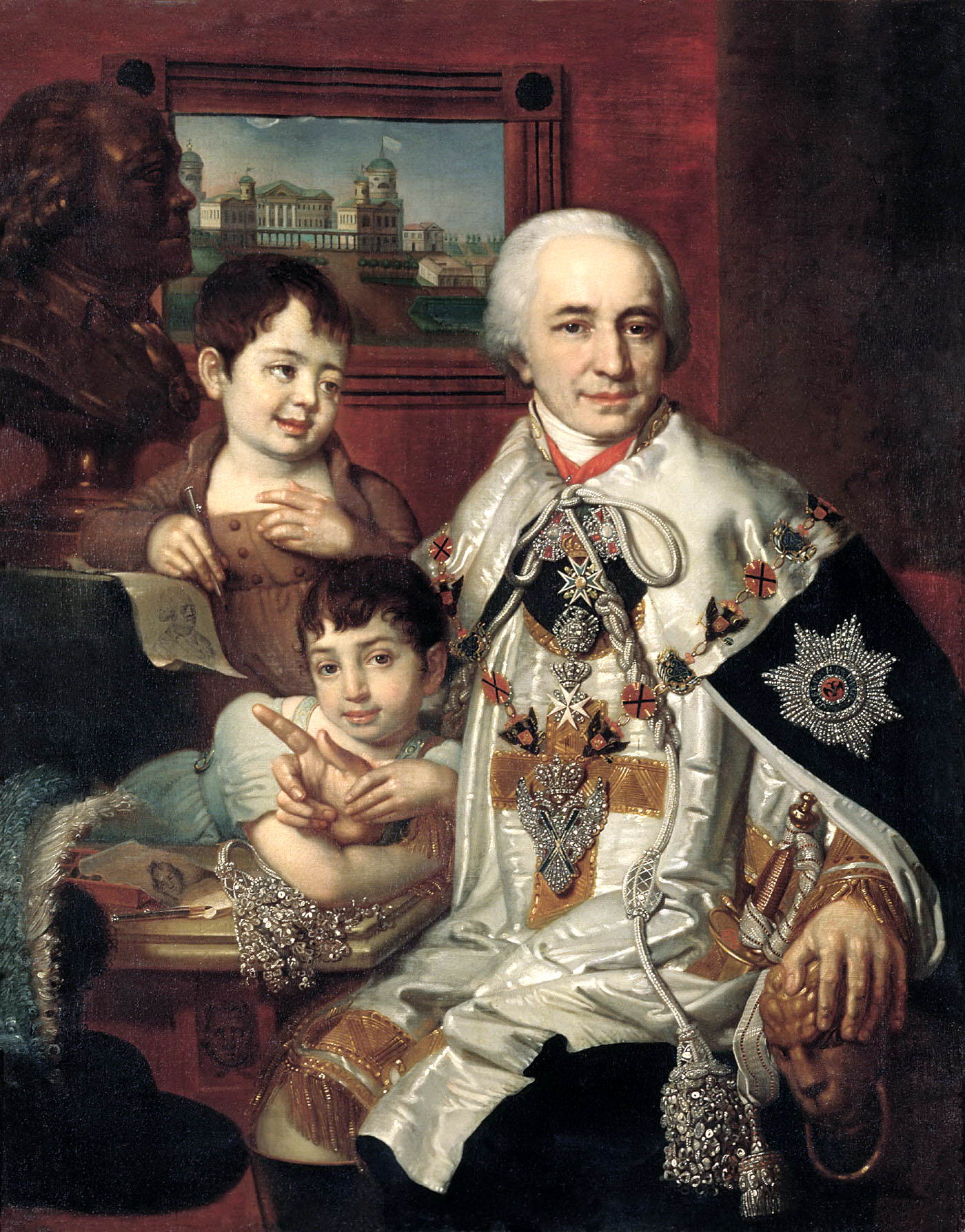
Портрет графа Григория Кушелева в орденском одеянии и со знаком ордена Св. Андрея Первозванного с бриллиантами на орденской цепи.
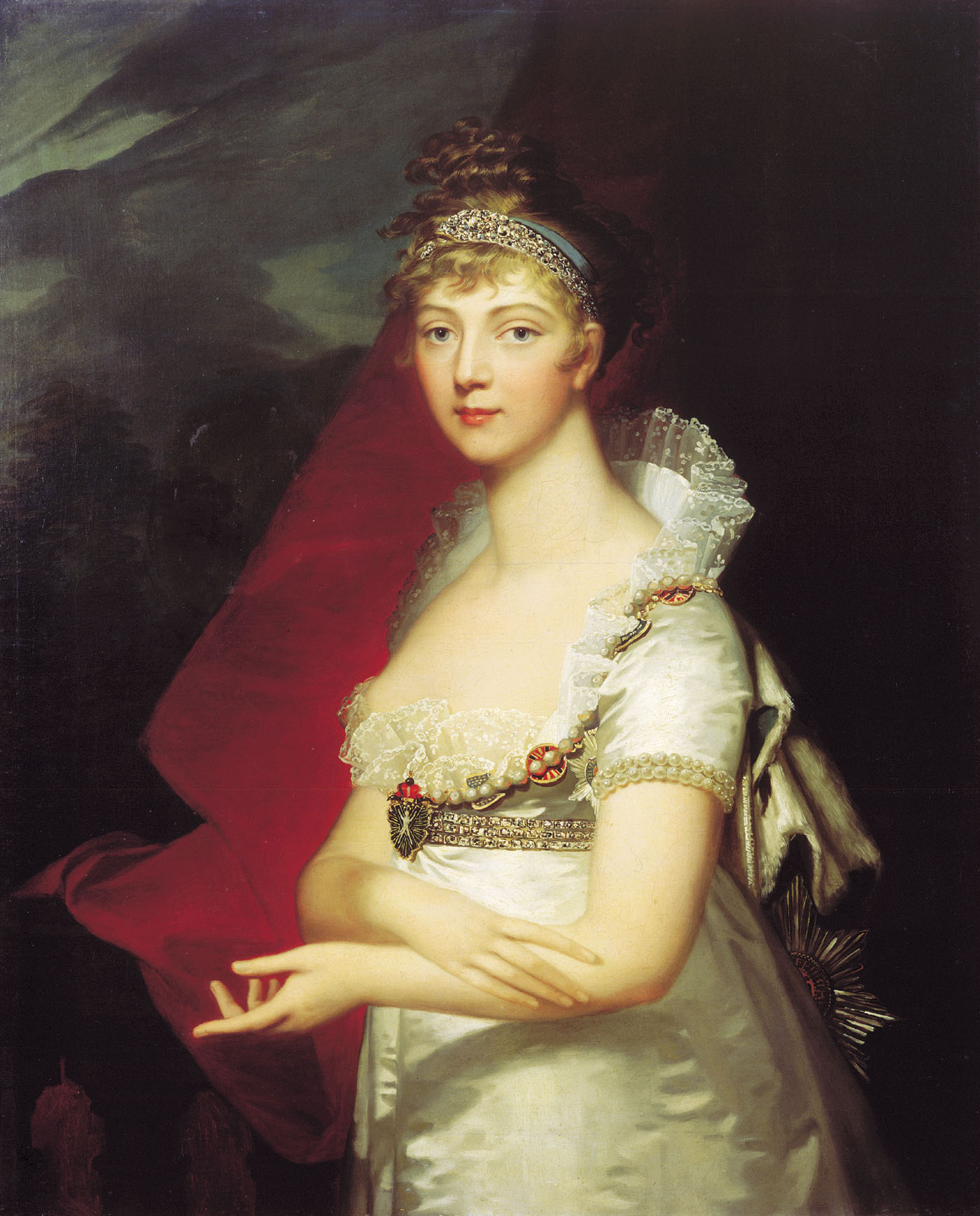
Портрет Елизаветы Алексеевны, жены Александра I, со знаком ордена Св. Андрея Первозванного на орденской цепи.
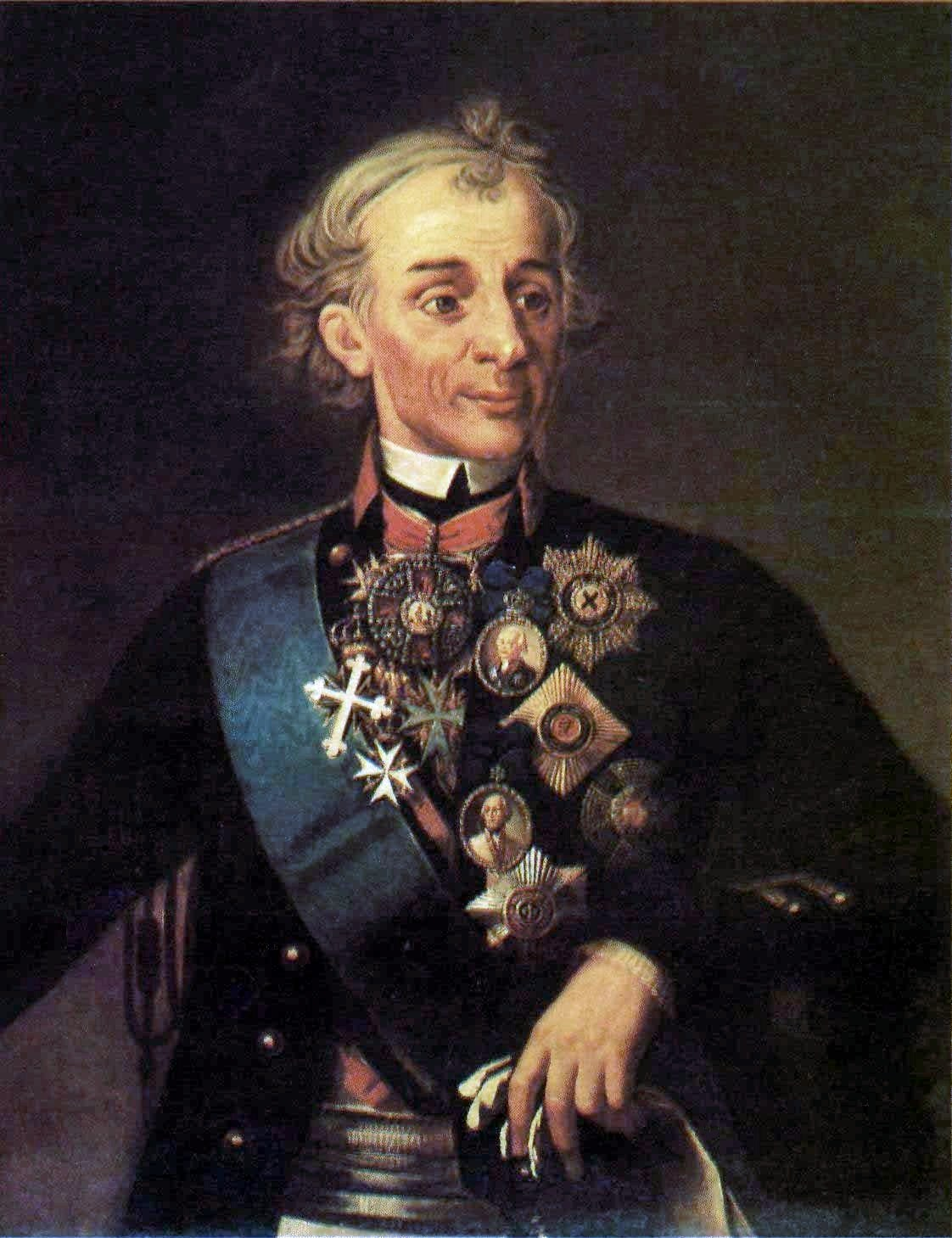
Портрет Александра Суворова с голубой андреевской лентой и звездой ордена Св. Андрея Первозванного выше других орденов.
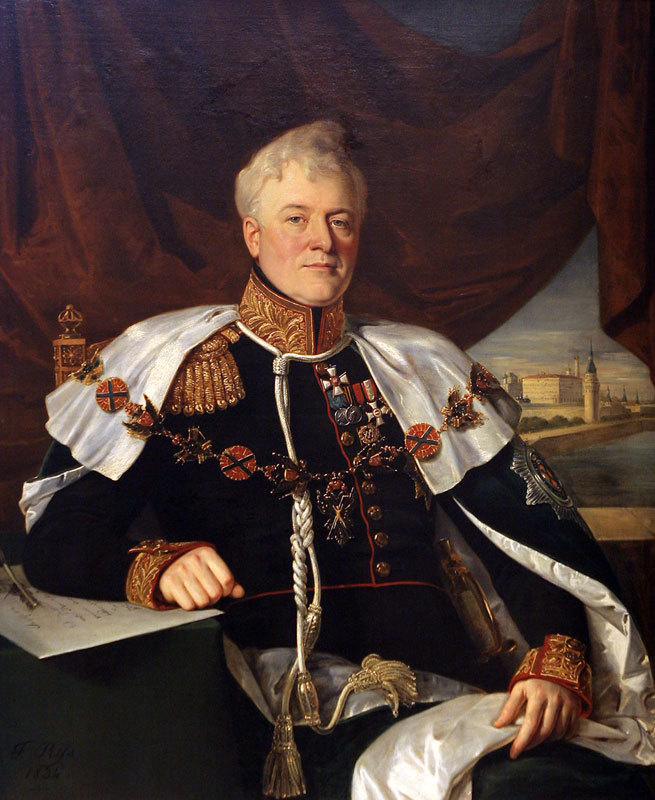
Портрет Дмитрия Голицына в орденском одеянии и со знаком ордена Св. Андрея Первозванного с бриллиантами на орденской цепи и вышитой звездой на плаще.
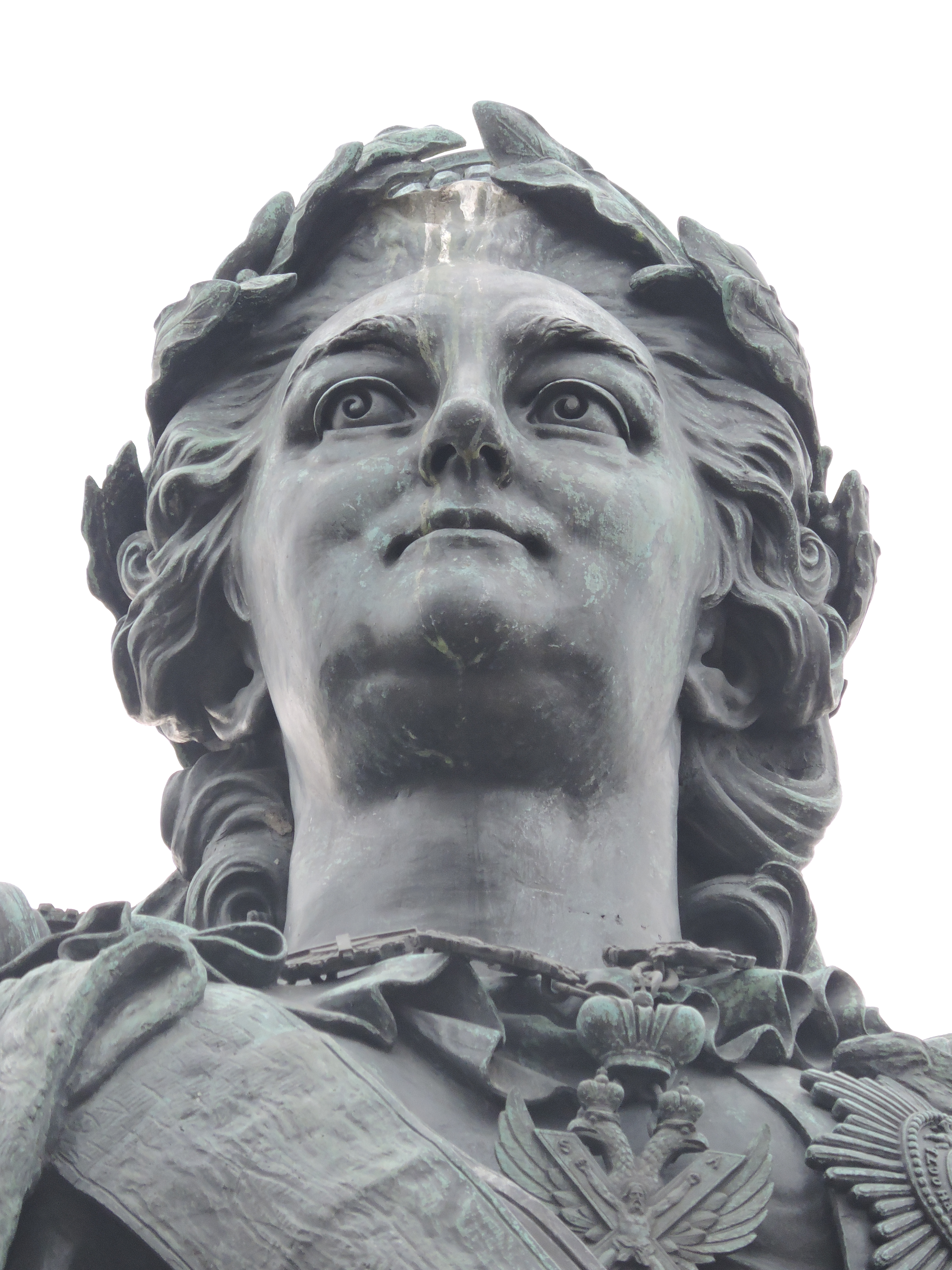
Фрагмент памятника Екатерине II в Петербурге. Видны орденская лента и знак ордена Св. Андрея Первозванного.

## Современный статус

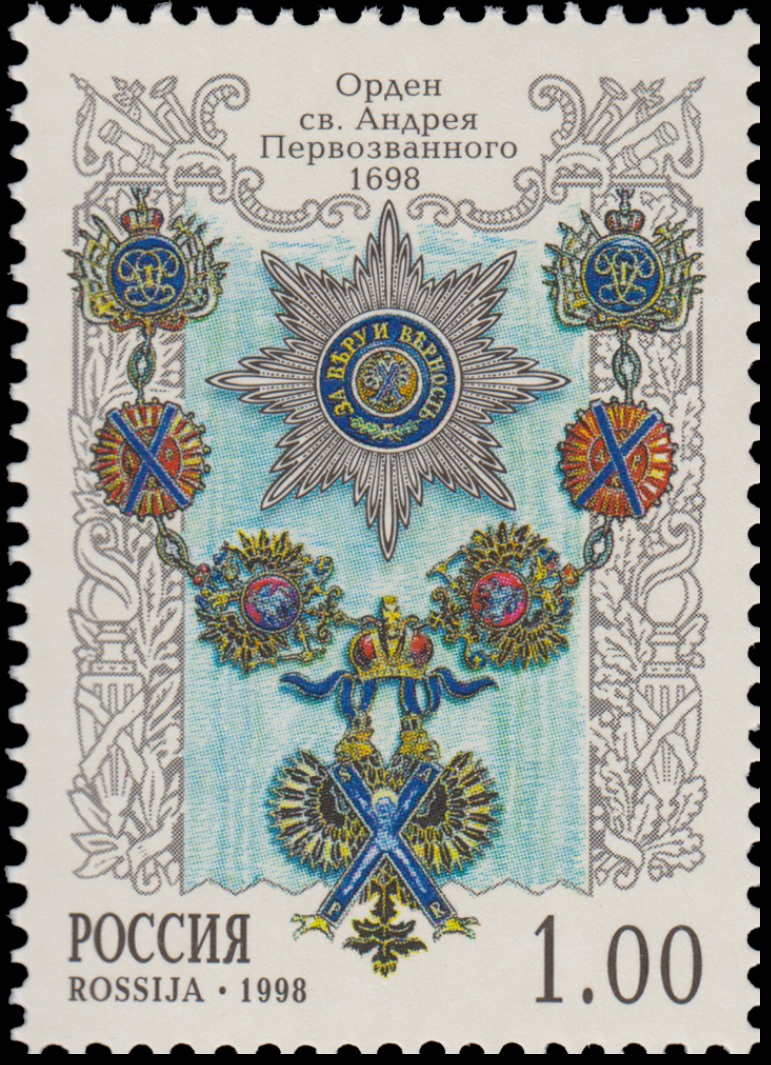
Почтовая марка России в честь ордена. 1998 год.

1 июля 1998 года указом президента Российской Федерации Бориса Ельцина (№ 757) орден Святого апостола Андрея Первозванного был восстановлен как высшая награда России.
Первым кавалером восстановленного ордена стал академик Дмитрий Лихачёв («За выдающийся вклад в развитие отечественной культуры»).
В июне 2008 года на аукционе «Сотбис» бриллиантовая звезда к ордену Святого Андрея Первозванного, изготовленная около 1800 года, была продана за 2 729 250 фунтов стерлингов, что стало абсолютным рекордом не только для российских наград, но и вообще для орденов. На том же аукционе за 1 721 250 фунтов был продан комплект ордена со знаком и серебряной звездой, изготовленный между 1908 и 1917 годами.
Обычай перевязывать новорождённых мальчиков голубой лентой, а новорождённых девочек красной, восходит к вышеупомянутому указу Павла I награждать каждого родившегося великого князя при крещении орденом Святого Андрея Первозванного, а великих княжон — орденом Святой Екатерины.